# Cele treizeci și nouă de articole
Cele treizeci și nouă de articole reprezintă mărturisirea de credință oficială a Bisericii Anglicane, adică documentul ce exprimă, în mod pozitiv și în contrast față de celelalte Biserici creștine, conținutul credinței creștine.

## Istoric
Cele 39 de articole au fost aprobate de Adunarea Clerului în 1562, și reprezintă un compromis între tendințele catolice și cele evanghelice. Începând cu 1628, ele sunt precedate de declarația de aprobare regală. Fiecare cleric, înainte de hirotonire, trebuie să semneze cele 39 de articole. Pe vremuri semnătura era precedată de mențiunea că «aceste articole, în ansamblul lor, precum și fiecare în parte, sunt conforme Cuvântului lui Dumnezeu». Din 1865, noul hirotonit trebuie doar să fie de acord că doctrina Bisericii Anglicane e în principiu conformă Bibliei. Articolele se află ca apendice la cartea de slujbe anglicană, The Common Prayer Book.

## Conținut
Fiecare din cele 39 de articole are un titlu, după cum urmează:
- i.	Despre credință, legat de Sfânta Treime.
- ii.	Despre Cuvântul sau Fiul lui Dumnezeu, care s-a făcut om adevărat.
- iii.	Despre coborîrea lui Iisus Christos la iad.
- iv.	Despre învierea lui Iisus Christos.
- v.	Despre Sfântul Duh.
- vi.	Despre îndestularea Sfintelor Scripturi pentru mântuire.
- vii.	Despre Vechiul Testament.
- viii.	Despre cele trei simboluri.
- ix.	Despre păcatul strămoșesc.
- x.	Despre liberul arbitru.
- xi.	Despre îndreptățirea omului.
- xii.	Despre faptele bune.
- xiii.	Despre faptele înaintemergătoare îndreptățirii.
- xiv.	Despre faptele de prisos.
- xv.	Despre Iisus Christos, unicul fără de păcat.
- xvi.	Despre păcatul de după botez.
- xvii.	Despre predestinare și alegere.
- xviii.	Despre dobândirea mântuirii celei veșnice, doar prin numele lui Iisus.
- xix.	Despre Biserică.
- xx.	Despre autoritatea Bisericii.
- xxi.	Despre autoritatea sinoadelor ecumenice.
- xxii.	Despre purgatoriu.
- xxiii.	Despre îndeletnicirile slujirii în Biserică.
- xxiv.	Trebuie a se folosi în Biserică o limbă pe care să o înțeleagă poporul.
- xxv.	Despre sfintele taine.
- xxvi.	Cum că nevrednicia slujitorilor nu împiedică nicidecum rodul sfintelor taine.
- xxvii.	Despre botez.
- xxviii.	Despre cina Domnului.
- xxix.	Cum că cei răi nu mănâncă trupul lui Iisus Christos, primind cina Domnului.
- xxx.	Despre cele două spițe.
- xxxi.	Despre unica jertfă a lui Iisus Christos, care s-a săvîrșit pe cruce.
- xxxii.	Despre căsătoria preoților.
- xxxiii.	Cum că trebuie a se feri de cei afurisiți.
- xxxiv.	Despre datinile bisericești.
- xxxv.	Despre predici.
- xxxvi.	Despre hirotonirea episcopilor și a preoților.
- xxxvii.	Despre magistrații civili.
- xxxviii.	Cum că bunurile credincioșilor nu sunt commune.
- xxxix.	Despre jurămîntul unui creștin.